# Schlacht bei Ulm
Kap Finisterre – Wertingen – Günzburg – Haslach-Jungingen – Elchingen – Ulm – Trafalgar – Caldiero – Mehrbach – Lambach – Bodenbühl – Steyr – Amstetten – Mariazell – St. Pölten – Kap Ortegal – Dürnstein – Schöngrabern – Wischau (Vyškov) – Austerlitz – San Domingo
Schlacht bei Ulm ist die zusammenfassende Bezeichnung für eine Reihe von Gefechten und Schlachten während des dritten Koalitionskrieges, in deren Verlauf zwischen dem 8. und dem 20. Oktober 1805 ein Teil der bis zur Iller vorgedrungenen österreichischen Armee von französischen Truppen unter Napoleon I. eingekreist und gefangen genommen wurde. Die Schlacht bei Elchingen am 14. Oktober 1805 war das größte Einzelgefecht im Verlauf dieser Kämpfe um Ulm, die in der Literatur zumeist als „Feldzug von Ulm“ oder „Campagne von Ulm“ bezeichnet werden.

## Vorgeschichte
Nachdem Napoleon sich am 2. Dezember 1804 zum Kaiser gekrönt hatte, waren Österreich und Preußen zwar alarmiert aber nicht beunruhigt. Die annektierten italienischen Stadtstaaten Genua, Parma und Piacenza und seine Krönung zum König von Italien im Mai 1805 ließen jedoch keinen Zweifel mehr an Napoleons Absichten. Darüber hinaus blockierte Frankreich die deutsche Nordseeküste. Aus diesem Grunde unterzeichnete das Vereinigte Königreich im Dezember 1804 einen Bündnisvertrag mit Schweden. Anfang August 1805 folgten Österreich und Russland und bildeten somit die dritte Koalition gegen Napoleon. Preußen blieb weiterhin neutral.

## Auftakt
In der sicheren Erwartung eines Krieges mit Österreich befahl der Kaiser Ende August die Verlegung der Armee von Boulogne an den Rhein. Gleichzeitig erging der Befehl an die Armeekorps’ von Marmont in Holland und von Bernadotte in Hannover an den Main vorzurücken. Marschall Augereau sollte von der Bretagne nach Straßburg folgen, wohin Napoleon auch die „Kavalleriereserve“, das heißt die schwere Kavallerie unter Marschall Murat, sowie die kaiserliche Garde dirigierte. Ab 27. August marschierte die Grande Armée in Eilmärschen auf getrennten Wegen in Richtung Süddeutschland.
Am 9. September 1805 überschritt eine von Karl Mack von Leiberich geführte österreichische Armee ohne Kriegserklärung die Grenze zum Kurfürstentum Bayern. In Wien hatte Kaiser Franz II. gehofft, dass sich Bayern der Dritten Koalition gegen Frankreich anschließen würde. Der bayerische Kurfürst hatte jedoch einen Geheimvertrag mit Frankreich geschlossen und zog mit seiner Armee nach Norden bis Würzburg, um sich dort mit den französischen Truppen zu treffen. Am 18. September bezog Mack mit dem Großteil seiner Truppen Stellung um die Stadt Ulm. Von dort aus wollte er den Schwarzwald und den Oberrhein überwachen. Mack rechnete damit, dass die Franzosen zwei Monate brauchen würden, um zu reagieren, aber bereits am 24. September standen die Franzosen am Rhein. Die französische Grande Armée, die aus etwa 200.000 Mann bestand, überquerte den Rhein zwischen dem 24. und 26. September 1805 an mehreren Stellen, unter anderem bei Kehl und Straßburg. Napoleons Plan sah eine Umgehung der österreichischen Stellungen vor, indem er durch die fränkischen und schwäbischen Gebiete nördlich der österreichischen Armee marschierte.

## Verlauf der Kämpfe
Schon am 6. Oktober hatte die französische Vorhut unter General Vandamme die Donau bei Donauwörth erreicht. Nach dem geglückten Übergang über den Fluss eilte ein Teil der schweren Reservekavallerie entlang des Lechs in Richtung Augsburg, das bereits am Abend des 8. Oktobers erreicht wurde. Von dort marschierte ein Teil der Armee weiter nach Süden nach Landsberg am Lech (das Armeekorps von Marschall Soult). Gleichzeitig drangen bayerische und französische Truppen in Richtung Isar vor, um dem erwarteten russischen Heer schon möglichst weit im Osten zu begegnen. Nach der Überquerung der Donau schwenkte jedoch der größere Teil der Grande Armée wieder nach Westen ein und errang in der Schlacht bei Wertingen am 8. Oktober ihren ersten Erfolg. Dies war zugleich der erste bewaffnete Kampf in diesem Krieg. Im Verlauf der weiteren Operationen wurde die österreichische Armee an Donau und Iller rasch von allen ihren Verbindungen nach Österreich abgeschnitten. Dabei kam es zu einer Reihe kleinerer Gefechte, die – wie Mack in seiner kurz nach dem Krieg erschienenen Verteidigungsschrift schreibt – „nicht eine, sondern zehn Schlachten neben einander zur nämlichen Zeit und auf einem Raum von einigen [deutschen] Quadratmeilen“ waren.
Erst zu diesem Zeitpunkt (also am 6./7. Oktober) erkannte Feldmarschallleutnant (FML) Mack nach eigenem Bekunden vollständig die drohende Gefahr, in der die österreichische Armee schwebte. Anstatt nun aber der Abteilung von FML Jellačić bei Biberach entgegenzumarschieren und durch noch unbesetztes Oberschwaben nach Süden auszuweichen, um so den Anschluss an die Armee von Erzherzog Johann in Tirol zu finden, wollte er auf das nördliche Donauufer ausweichen. Da Napoleon zur Deckung seiner rückwärtigen Verbindungen das Armeekorps von Marschall Ney an der Donau zurückgelassen hatte, gab er dieses Vorhaben nach einem kurzen Gefecht in der Nähe der Donaubrücken von Günzburg am 9. Oktober wieder auf. Danach zog sich Mack mit seinen Truppen immer mehr nach Ulm zurück. Auf der anderen Seite entsandte Napoleon, um das Entkommen der Österreicher über Vorarlberg und Tirol endgültig zu verhindern, gleichzeitig das Armeekorps von Marschall Soult nach Memmingen, wo es am 13. Oktober ankam und am 14. die Besatzung der Stadt zur Kapitulation zwang.
Am 11. Oktober versuchte die österreichische Armee, von Ulm aus nach Norden auszubrechen. Doch wenige Kilometer nördlich der Stadt stießen die Kolonnen unter Erzherzog Ferdinand auf eine französische Division (Dupont), die gegen Ulm vorging. Im anschließenden Gefecht bei Haslach (acht Kilometer nordöstlich von Ulm, heute Jungingen) konnten die österreichischen Truppen die Division, die zum Armeekorps von Ney gehörte, zerschlagen. Dennoch befahl FML Mack den Rückzug der Truppen nach Ulm. Obwohl dieses Gefecht siegreich verlaufen war, schien Mack überzeugt gewesen zu sein, dass ein Entkommen nicht mehr möglich sei. Gleichzeitig machte er jedoch Pläne, über Stuttgart nach Ellwangen zu marschieren, um dadurch die französischen Verbindungslinien zu blockieren, womit er einen großen Teil des 12. Oktobers verbrachte. An diesem Tag befahl Mack überdies eine völlige Neueinteilung der österreichischen Armee in Ulm, die sich an das neue französische System anlehnte. Obwohl an sich ein Fortschritt, erfolgte der Schritt doch zu spät, da es immer eine Zeitlang dauert, bis die neuen Unterstellungsverhältnisse allen eindeutig erklärt sind. An diesem Tag befand sich auf dem Nordufer der Donau lediglich noch die bei Haslach geschlagene französische Division Dupont.
Durch die Umstrukturierung verzögert, versuchte die österreichische Armee erst zwei Tage später, also am 13. Oktober, erneut nördlich von Ulm auszubrechen. Dies gelang zunächst auch der etwa 12.000 Mann starken Kolonne unter dem Befehl von FML Werneck, der sogar bis nach Heidenheim an der Brenz durchstieß. Eine weitere Kolonne unter FML Loudon, die auf ausdrücklichen Befehl von Mack zuerst donauabwärts marschiert war, vertrieb die Franzosen aus Elchingen (ca. 7 km östlich von Ulm), wo sie jedoch auf die Truppen von FML Graf Riesch wartete, die ihr folgten. Dabei versäumten sie es allerdings, die Brücke über die Donau zu zerstören (sie wurde dann am nächsten Tag von französischen Truppen zum erneuten Angriff auf Elchingen benutzt). Die aus den beiden Vorstößen sich ergebende Chance zum Ausbruch der gesamten Armee nach Norden ließ Mack jedoch ungenutzt verstreichen, da er noch während des Vorstoßes der Kolonnen den Entschluss fasste, in Ulm zu bleiben. Auch am nächsten Tag ließ Mack keine Truppen nachrücken, als es durch den Angriff von Marschall Ney am 14. Oktober zur Schlacht von Elchingen kam, und er hielt Fürst Schwarzenberg zurück, der mit seiner Kolonne („Corps“) am Morgen des 14. Oktobers eigentlich Werneck folgen sollte. Nach der Niederlage der österreichischen Truppen bei Elchingen wurde Mack endgültig mit rund 27.000 Mann in Ulm eingeschlossen.

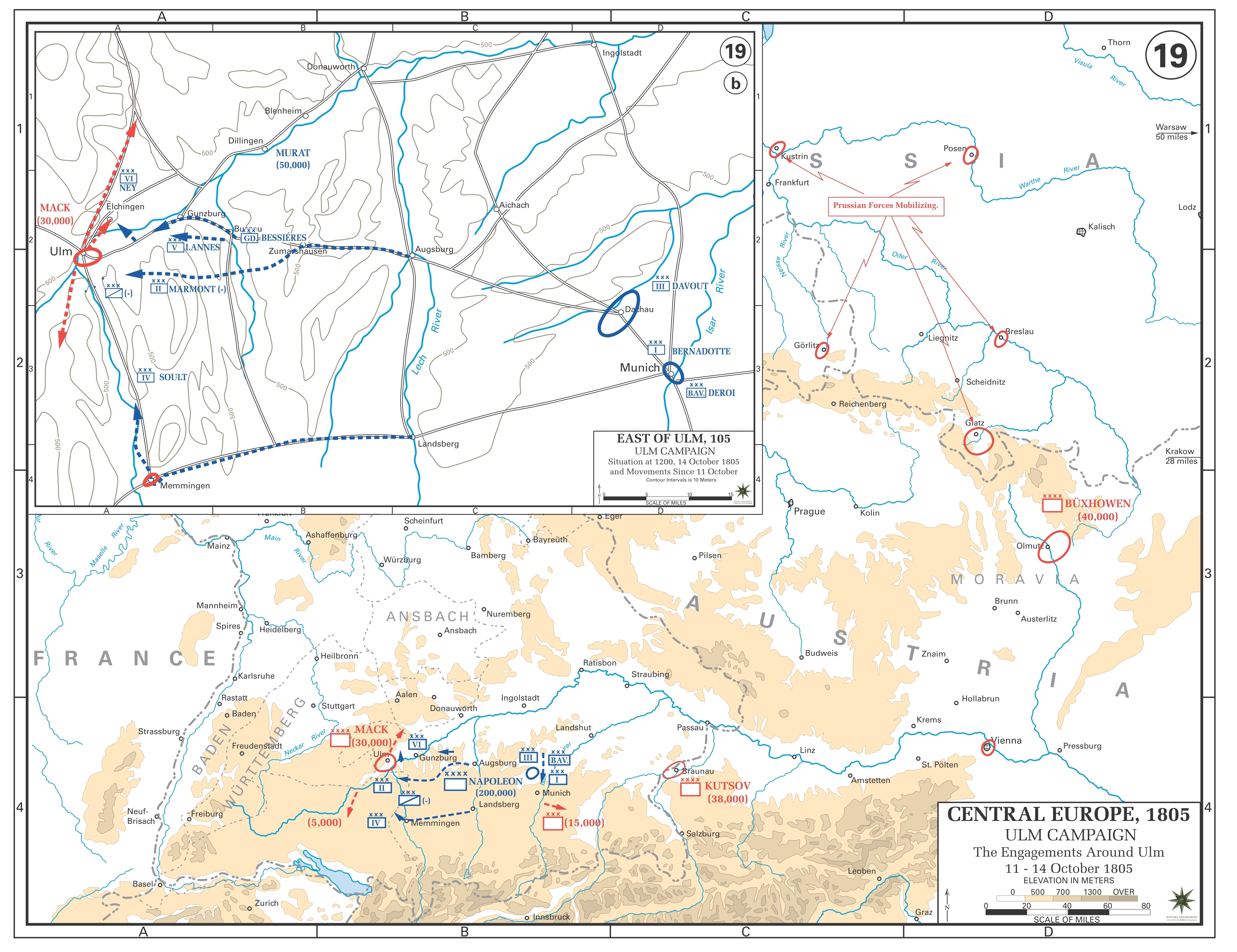
Verlauf vom 11. bis zum 14. Oktober

Am nächsten Tag, am 15. Oktober, gelang es der französischen Armee im direkten Gegenzug die beherrschenden Höhen nördlich der Stadt, den Michelsberg und den Frauensberg, mit den darauf angelegten großen Verschanzungen zu besetzen, aus denen dann sofort die Stadt beschossen wurde. Die französischen Truppen drangen teilweise sogar bis zu den Stadttoren von Ulm vor, anschließend gingen nördlich der Donau die meisten Vororte der Stadt verloren. Auf dem rechten Donauufer standen die vordersten französischen Truppen an der Donau bei Dellmensingen (ca. 12 km vor Ulm), an der Iller bei Kirchberg (5 bis 6 km südl. von Ulm) und östlich der Iller schon bei Pfuhl, nur wenig stromabwärts von Ulm. Allen am Kampf Beteiligten war spätestens jetzt klar, dass die österreichische Armee sich in der Stadt nicht mehr lange halten könne. Am späten Nachmittag sandte Marschall Ney einen Parlamentär zu FML Mack und forderte ihn zur Kapitulation auf, was dieser aber zurückwies. Am späten Abend bot Mack dem dienstältesten General in der Stadt, FML Graf Riesch, an, das Kommando über die Armee zu übernehmen, was dieser jedoch ablehnte. Wie sehr die Autorität von Mack erschüttert war, zeigt eine schriftliche Erklärung, die alle anwesenden österreichischen Generale unterzeichneten. Darin stellten sie fest, die Stadt Ulm sei keine Festung, sie könne nicht langfristig verteidigt werden. Ein Entsatz durch die russische und die Armee von FML Kienmaier sei selbst unter günstigen Bedingungen nicht vor drei Wochen zu erwarten.
Am Morgen des 16. Oktobers drängten sich in der Stadt zusätzlich noch viele Bewohner aus den umliegenden Ortschaften zusammen. In den Straßen lagen tote Pferde und in den Häusern und Spitälern tote Menschen, die nicht mehr bestattet werden konnten. An diesem Tag kam es dann zu weiteren Verhandlungen mit der französischen Armee, bei denen die Beteiligten sich jedoch noch nicht über die Bedingungen der Kapitulation einigen konnten. Nach einer weiteren Beschießung der Stadt am späten Nachmittag durch die französische Artillerie akzeptierte FML Mack schließlich am Vormittag des 17. Oktobers die Kapitulation der österreichischen Armee in Ulm, unter der Bedingung, dass die Waffenübergabe erst am 25. Oktober stattfinde, wenn bis dahin die Armee nicht von außen entsetzt werden würde. Danach besetzte eine französische Brigade das Neu-Tor und die umliegenden Häuser in Ulm; die Brücke über die Donau wurde wieder hergestellt. Mit dem nun eintretenden Waffenstillstand war nach nur einer Woche der Kampf für die österreichische Armee in Deutschland zu Ende.
Die endgültige Waffenübergabe der noch verbliebenen 25.500 Mann (einschließlich der Kranken und Verwundeten in den Spitälern) erfolgte vorzeitig am 20. Oktober, als auch Mack überzeugt wurde, dass von außen keine Hilfe mehr zu erwarten sei. An diesem Tag, also am 20. Oktober, stand General Kutusow mit einer russischen Armee von etwa 50.000 Mann noch immer in Braunau am Inn.

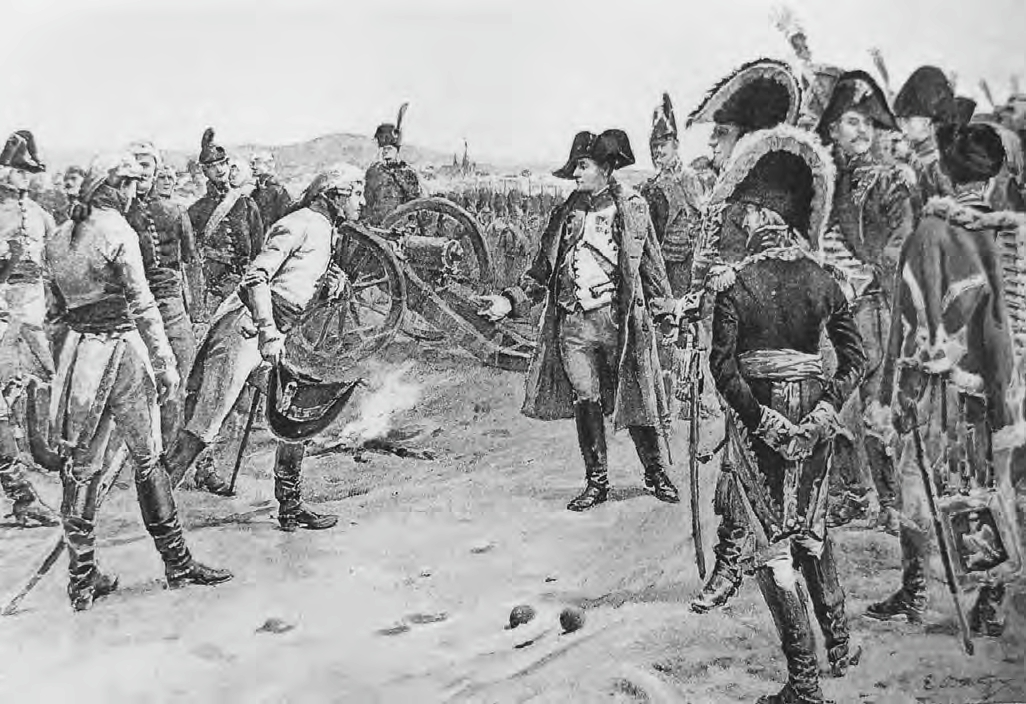
Napoleon nimmt die Kapitulation Macks entgegen

Die Abteilung von FML Werneck war, wie ihr befohlen worden war, nach dem geglückten Ausbruch am 13. Oktober noch drei Tage bei Giengen stehen geblieben, um auf die Armee aus Ulm zu warten, anstatt sofort in Richtung Böhmen abzumarschieren. Am 17. Oktober wurde Werneck bei Neresheim eingeholt und geschlagen, so dass er am 18. Oktober mit rund 2.000 Mann bei Trochtelfingen kapitulieren musste. In Begleitung der wenigen Truppen unter Führung von FML Fürst Schwarzenberg, denen am Abend des 14. Oktobers der Ausbruch aus der Stadt gelang, befand sich der (nominelle) Oberbefehlshaber der österreichischen Armee in Deutschland, Erzherzog Ferdinand. Er erreichte, verfolgt von den Reitern Murats, mit etwa 2.000 Mann am 22. Oktober die Stadt Eger in Böhmen.
Während dieser Ereignisse hatte sich FML Kienmayer mit seiner Abteilung langsam über Dachau und München in Richtung Salzburg zurückgezogen, um sich dann mit der russischen Armee unter Kutusow zu vereinigen. Eine Abteilung unter FML Jellačić (ca. 10.000 Mann) hatte schon am 13. Oktober von Mack den Befehl erhalten, von Ulm über Memmingen und Bregenz nach Vorarlberg zu gehen, um dort die Pässe nach Tirol zu decken.

## Folgen

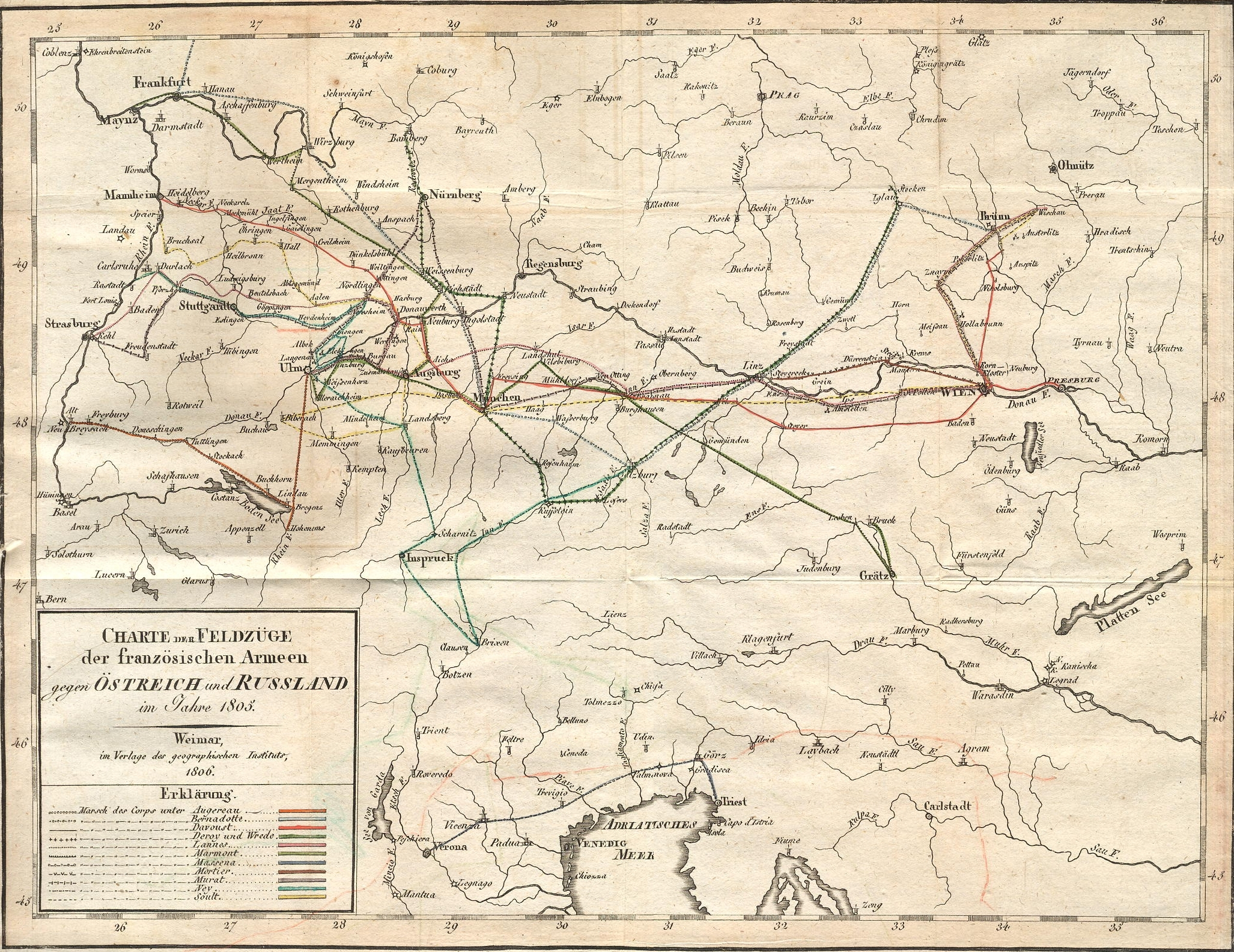
Charte der Feldzüge der französischen Armeen gegen Östreich und Russland im Jahre 1805.

Nach der Kapitulation der österreichischen Truppen in Ulm stand Napoleon der Weg nach Wien offen. Bereits am 12. Oktober hatten französische und bayerische Truppen unter Marschall Bernadotte München besetzt, wohin sich zunächst die österreichische Abteilung unter FML Kienmaier zurückgezogen hatte, und drangen von dort aus langsam zur österreichischen Grenze vor. Nach der Kapitulation von Ulm folgte Kaiser Napoleon ebenfalls mit dem Gros der Grande Armée dorthin. Anschließend hatten die französischen Truppen auf dem Weg zur österreichischen Hauptstadt nur noch einige Nachhutgefechte mit der sich langsam zurückziehenden russischen Armee entlang der Donau zu bestreiten und konnten schließlich Wien am 13. November kampflos besetzen. Von dort aus verfolgte Kaiser Napoleon weiter die nach Mähren zurückweichende russische Armee, da er möglichst bald eine Entscheidungsschlacht erzwingen wollte, ehe sich diese mit den anderen feindlichen Armeen vereinen konnten, die noch im Anmarsch waren.